# Alberto Valdivia Baselli
Alberto Augusto Valdivia Baselli (Lima, 24 de febrero de 1977) es poeta, narrador, ensayista, cuentista, e investigador literario peruano.

## Biografía
Se licenció en Filología hispánica en la UNED (Universidad Nacional de Educación a Distancia) de España y obtuvo el máster EEES en Filosofía Teórica y Práctica de la misma universidad española. Es doctor en Filosofía (Filosofía Latinoamericana e Historia de la Filosofía y pensamiento contemporáneo) por la UNED (España). Obtuvo un segundo doctorado en Culturas Latinoamericanas e Ibéricas (especializado en Literaturas y Lenguas Hispánicas) en The Graduate Center de City University of New York. Se desempeña como docente universitario, crítico e investigador literario. Ha sido profesor visitante y conferencista en University of Miami, Montclair State University (New Jersey), La Maison de l´Amérique Latine (París), el Instituto Italo Latinoamericano di Roma, la Latinale de Berlín, La Bienal Internacional de Poetas de París, el Festival Internacional del Libro de Bogotá, La ZIP-22 de Provenza (Francia) entre otras instituciones. Ha sido profesor de Letras y Ciencias Humanas en bachilleratos de su país y trabajó con Oswaldo Reynoso en los proyectos de actualización docente del Ministerio de Educación del Perú.
Fue profesor del Departamento de Humanidades de la Universidad del Pacífico (Perú) y fue profesor adjunto del Departamento de Lenguas y Literaturas Modernas de John Jay College, del de Lenguas Romances de Hunter College, del de Literaturas Mundiales en el College of Staten Island de la Universidad de la ciudad de Nueva York CUNY, de Fordham University, de FIT de la Universidad Estatal de Nueva York (SUNY). Es profesor visitante de los programas de posgrado en Filosofía y en Literatura de la Universidad Nacional Mayor de San Marcos y lector del Departamento de Lenguas y Literaturas de New York University.

## Investigación
Sus ejes de investigación literaria, lingüística, filológica y culturalista se han centrado en los siguientes: 1) Imaginario, representación cultural y literaria, y agentes sociales en la violencia política peruana; 2) Construcción de identidad en el imaginario social, político y estético desde el discurso literario en el Perú; 3) Ámbitos del canon, recepción, criticidad y memoria literaria en el Perú; 4) Mitología e identidad en la literatura peruana escrita por mujeres y hombres (género).
Además la investigación filosófica del profesor Valdivia-Baselli se centra en hermenéutica del conocimiento y, sobre todo, en filosofía latinoamericana y pensamiento resistente (utopía europea y heterotopía americana).
Sus investigaciones han sido parcialmente publicadas en diversos medios, y publicaciones periódicas especializadas.

## Obra publicada en revistas especializadas
Ha publicado ensayos, poemas y cuentos en diferentes medios especializados del Perú como Hueso Húmero, Evohé, Hydra, Ajos & Zafiros, Fórnix, El Hablador, Martín; y del extranjero, como la revista Tsé Tsé (Argentina), La Página (España), Cyber Humanitatis (Revista de Filosofía y Humanidades de la Universidad de Chile), Luvina (Universidad de Guadalajara), Agulha (Brasil), El grito (Nuevo León, México), La Jornada Semanal (Universidad Nacional Autónoma de México), Pterodáctilo (Universidad de Texas en Austin), Galerna (Universidad de Montclair), Hofstra Hispanic Review (Universidad de Hofstra, Nueva York), entre otras.
Se ha presentado como poeta y conferencista invitado en Lima, Bogotá, Santiago de Chile, Mar del Plata, Montevideo, Miami, Nueva Jersey, Ceará, Nueva York, París, Barjols (Provence), Roma y Berlín.

## Promoción Cultural
Además de ser docente y difundir la revista especializada en ensayo Hydra (1999), dirigir y codirigir (desde el 2002 al 2007) la revista de literatura peruana y latinoamericana Ajos & Zafiros, codirigió la Asociación Peruana para el Desarrollo de la Lectura (Leamos). Formó parte, además, del cuerpo de investigadores del Centro Peruano de Estudios Culturales (CPEC).

## Sobre su obra
A partir de su poemario Neomenia (2013), el crítico Ricardo González Vigil (PUCP) ha señalado en El Comercio (Perú) que:

Alberto Valdivia ha madurado formidablemente en un libro mayor Neomenia, mediante asedios a lo femenino, que lo sitúan entre los mejores poetas hispanoamericanos de los años 90.

El mismo crítico, en el 2000, había escrito que "Alberto Valdivia Baselli es una de las voces más dotadas de la poesía peruana actual". El crítico y poeta Luis Fernando Chueca (Pontificia Universidad Católica del Perú) había señalado que
"En la “Poesía de los 90” pocos trabajos pueden ostentar la magnitud y la ambición de La región humana: su arquitectura (más que un conjunto de textos articulados, las 160 páginas son un único poema, un tejido complejo cuya trama, incluso narrativa, reclama la existencia de cada parte y enriquece su lectura) y su voluntad de ser poesía del conocimiento y (hasta) de revelación. Con La región humana y Patología, Alberto Valdivia Baselli se evidencia como un poeta maduro, dueño de un lenguaje cuya complejidad y riqueza requieren mucho más como camino importante en el panorama de nuestra poesía reciente".
Asimismo, Julio Ortega (Brown University) señaló, en el 2004, sobre su segundo libro de poesía Patología (2000 y 2004) que:

Patología de Alberto Valdivia Baselli vuelve al comienzo de las definiciones: la poesía es, cada vez, un reordenamiento del lenguaje. El valor y el riesgo de esta empresa hacen la diferencia del tramo y la riqueza del entramado en esta poesía de acopio fecundo y promesa cierta.

El crítico y poeta José Antonio Mazzotti (Tufts University) dice de Neomenia que:

"Este libro de Alberto Valdivia revela una voz madura que expande los registros de la poesía de los últimos lustros en el país de Vallejo".

Por otro lado, Julio Ortega señala sobre su libro de cuentos Los tejidos detrás que son estos:

"Cuentos crueles y tenebrosos, de exageración barroca y angustia actual, que levantan un teatro de sombras, un oficio de tinieblas donde la vida cotidiana se ha convertido en un tapiz de horror y lucidez, de urgencias y emergencias, donde la humanidad solo parece reconocerse en la pupila dilatada de su íntima desazón".

José Güich (Universidad de Lima) señala que:

Los tejidos detrás "se ubica parcialmente en las búsquedas vanguardistas, sustentadas en un lenguaje de alta densidad poética. (...) No hay duda del aporte significativo de AVB a la literatura fantástica peruana de nuestros días".

## Obra publicada
- La región humana (Fondo Editorial del Banco Central de Reserva del Perú, 2000), comentarios de Ricardo González Vigil (Pontificia Universidad Católica del Perú). Poesía
- Patología (Osis editores, 2000; y Editorial Nido de cuervos, 2004), comentarios de Julio Ortega (Brown University, USA). Poesía
- Quartier ascendant (Nouvelle lune) (Éd. Plaine Page, Marsella, 2007), plaqueta bilingüe francés-español. Poesía
- Entre líneas púdicas (antología de poemas no publicados en libro 2000-2008) (Ediciones Lustra, 2008 / Colección Piedra/Sangre de la Agencia Española de Cooperación Internacional y Desarrollo AECID). Poesía
- Neomenia (Ed. Trashumantes del Centro Peruano de Estudios Culturales, 2013). Poesía
- Los tejidos detrás (Ed. Trashumantes del Centro Peruano de Estudios Culturales, 2013). Cuentos
- Wañuypacha/Partothötröl (Ed. Sudaquia, New York, 2017). Poesía. Nominado al Premio Luces del diario nacional El Comercio (Perú) como mejor libro de poesía de 2017.
- "Sombras de vidrio: estudio y antología de la poesía escrita por mujeres 1989-2004", en la revista Ajos & Zafiros, número 6. Ensayo y selección poética.
- Utopía y poder en América y España (Tecnos, España, 2016) (coautor). Moisés González y Rafael Herrera, eds. Filosofía.
- Los virajes del quipu. Pensamiento utópico, (de)construcción de nación y resistencia en el mundo andino (Fondo Editorial de la Universidad Nacional Mayor de San Marcos, Lima, 2019). Ensayo académico.(comentarios del Dr. Rafael Herrera Guillén, filósofo español).

### Obra publicada en antologías
Su poesía ha sido incluida en antologías nacionales (Poesía peruana siglo XX, Copé 1999, de Ricardo González Vigil) e internacionales como Aldea Poética (Madrid, 1997, de Gloria Fuertes), Poesía viva del Perú. Antología de la poesía peruana contemporánea (Universidad de Guadalajara, Jalisco, México, 2005) o En tous lieux nulle part ici. Anthologie de la Biennale Internationale des Poètes 2005 (París, Francia, 2006), en la antología de poesía latinoamericana de autores nacidos entre el 1960-1979 Un país imaginario. Escrituras y transtextos (Ecuador, 2011), Pulenta Pool. Peruvian Poets in the US (antología binlingüe, Hostos Review, Nueva York, 2017), entre otras.